# Góra (wieś w powiecie międzychodzkim)
Góra – wieś sołecka w Polsce położona w województwie wielkopolskim, w powiecie międzychodzkim, w gminie Sieraków, nad północno-zachodnim brzegiem Jeziora Jaroszewskiego i północnym brzegu Jeziora Śremskiego oraz 8 innymi jeziorami, do których należą m.in. Bukowieczko, Wielkie, Moczydło i Głęboczek. Zlokalizowana 2,5 km od gminnego Sierakowa. Do sołectwa Góra należy „leśniczówka Góra” położona na przecięciu niebieskiego szlaku pieszego i rowerowego.

## Historia
Wieś pierwotnie związana była z Wielkopolską. Ma metrykę średniowieczną i istnieje co najmniej od początku XIV wieku. Wymieniona po raz pierwszy w dokumencie zapisanym po łacinie z 1388 jako „Gora”, a w 1408 „Gorka” .
W 1450 miejscowość była wsią szlachecką i leżała w powiecie poznańskim Korony Królestwa Polskiego. W 1508 należała do parafii Sieraków, a w 1510 w dekanacie Wronki. Wspominały ją historyczne dokumenty prawne, własnościowe oraz podatkowe. W latach 1388–1400 właścicielka majętności we wsi Katarzyna z mężem Sędziwojem z Uzarzewa przegrała proces z Dobiesławem Kwileckim o dziedziny Kłosowice i Góry, które ten miał odtąd posiadać tytułem wcześniejszego zastawu za 240 grzywien. W 1408 sąd zawyrokował, że Dobrogost Sierakowski ma uwolnić od roszczeń osób trzecich strumień, zwany Sułkowa Struga, położony pomiędzy dziedzinami Góra i Śrem, a jeżeli tego nie uczyni, to na Boże Narodzenie ma zapłacić 20 grzywien. W 1450 właścicielem wsi stał się wojewoda poznański Łukasz Górka, który za czwartą część wsi Radwaniec w powiecie koneckim oraz dopłatę 5000 złotych węgierskich kupił czwartą część miasta Sieraków wraz z wsią Góra od braci Dobiesława, Dobrogosta, Wojciecha i Bieniaka oraz ich matki Femy wdowie po Wierzbięcie z Sierakowa. W 1508 Łukasz Górka sprzedał altarii Św. Apolonii w katedrze poznańskiej 8 grzywien czynszu rocznego na wsiach Górka oraz Jaroszewo za 120 grzywien z zastrzeżeniem prawa wykupu. W 1512 król polski Zygmunt I Stary zezwolił Łukaszowi Górce kasztelanowi poznańskiemu oraz staroście generalnemu Wielkopolski, aby dał w dożywocie swojej żonie Katarzynie z Szamotuł swe dobra dziedziczne, m.in. Sieraków wraz z Górą .
W 1563 odnotowano we wsi pobór z 12 łanów. W 1560 opisano granicę między okolicznymi wsiami. Wymieniono kopiec narożny między miastem Sieraków i wsiami Góra oraz Kłosowice, który leży przy strudze zwaną Sucha, w pobliżu drogi ze wsi Debrzno i Chalin do Sierakowa; od tego kopca granica biegła drogą pomiędzy Sierakowem i Górą aż do nowych kopców ustawionych przy strudze, która płynie z jeziora przy wsi Jaroszewo. W 1564 biskup poznański pobierał ze wsi dziesięcinę w formie wiardunku z 8 łanów po 8 groszy, ogółem w wysokości 2 złotych polskich i 4 groszy. W 1577 płatnikiem poboru z miejscowości był Jakub Rokossowski, mąż Zofii Szamotulskiej, kasztelan śremski. W 1580 odnotowano odprowadzony przez niego podatek z 12 łanów oraz od jednego zagrodnika .
Wieś szlachecka położona była w 1580 roku w powiecie poznańskim województwa poznańskiego w Rzeczypospolitej Obojga Narodów.
Po rozbiorach Polski miejscowość znalazła się w zaborze pruskim. W okresie Wielkiego Księstwa Poznańskiego (1815–1848) miejscowość należała do wsi większych w ówczesnym pruskim powiecie Międzyrzecz w rejencji poznańskiej. Góra należała do okręgu sierakowskiego tego powiatu i stanowiła część majątku Sieraków, którego właścicielem był wówczas rząd pruski w Berlinie. Według spisu urzędowego z 1837 roku wieś liczyła 215 mieszkańców, którzy zamieszkiwali 24 dymy (domostwa).
W latach 1975–1998 miejscowość należała administracyjnie do województwa poznańskiego.

## Gospodarka
Wieś jest niewielkim ośrodkiem przemysłu lekkiego i spożywczego. To także mały ośrodek usługowy (OSP, sklep wielobranżowy) i turystyczny (plaża, pole biwakowe, gospodarstwa agroturystyczne, jeziora i lasy).
Zachowuje jednak charakter typowo rolniczy.

## Przyroda
Wieś leży w bardzo atrakcyjnym położeniu. Z tego powodu przecinają się tutaj liczne szlaki turystyczne.

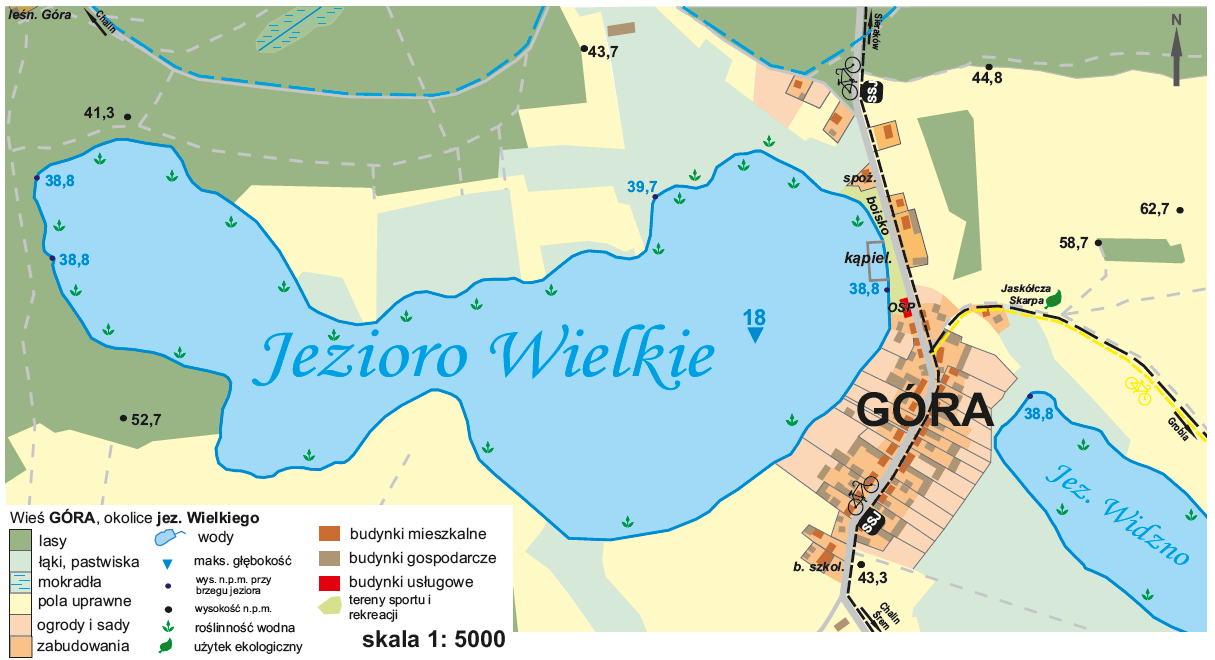
Okolice wsi Góra

### Jeziora
W obrębie wsi położonych jest 7 jezior różnej wielkości. Poza tym przy granicach z innymi sołectwami Góra graniczy także z jeziorami Śremskim (od strony Chalina) i Jaroszewskim (od strony Sierakowa i Grobi). Największym jeziorem położonym w obrębie sołectwa jest Jezioro Wielkie, najmniejszym natomiast jezioro Okienko.
- Jezioro Jaroszewskie – płn.-zach. brzeg, najmniej zagospodarowany- otoczony zadrzewieniami i polami uprawnymi,
- Jezioro Śremskie – płn. brzeg, najgłębsze jezioro należące do wsi Chalin,
- Jezioro Bukowieczko – 6,55 ha, otoczone lasem bukowym;
- Jezioro Wielkie – położone w centrum wsi, zagospodarowane turystycznie: plaża, plac zabaw, boisko sportowe, palenisko, pole biwakowe, wypożyczalnia sprzętu wodnego. Po zachodniej stronie liczne działki letniskowe; 37,14 ha (10 lokata w gminie);
- Jezioro Krwawe (in. Krwawo) – 3,57 ha – najmniejsze w gminie powyżej 3 ha;
- Jezioro Widzno (in. Wydzno) – 6,19 ha – wciśnięte pomiędzy Jezioro Jaroszewskie i Wielkie, małe jezioro polodowcowe;
- Jezioro Okienko – najmniejsze jeziorko wsi;
- Jezioro Głęboczek – 23,85 ha; coraz popularniejsza alternatywa turystyczna dla Jeziora Wielkiego, przy zachodnim brzegu ciągnie się  szlak niebieski PTTK;
- Jezioro Moczydło – 15,34 ha, na pograniczu ze wsią Kłosowice.

### Ochrona przyrody
- Od 1991 r. wieś leży na terenie Sierakowskiego Parku Krajobrazowego, chroniącego unikatowy polodowcowy krajobraz Pojezierza Międzychodzko-Sierakowskiego;
- W 2002 roku cała gmina Sieraków została włączona także w obszar specjalnej ochrony ptaków „Natura 2000” – Puszcza Notecka (PLB300015)[6];
- Przy drodze gminnej do Grobi obok boiska piłkarskiego, utworzono użytek ekologiczny Jaskółcza Skarpa, chroniący miejsca lęgowe jaskółki brzegówki.

## Turystyka

### Szlaki piesze
- Szlak pieszy PTTK niebieski: (...) → Międzychód → Bielsko → Ławica→ Góra → Sieraków → przez Wartę → Bucharzewo → (...)
- Szlak pieszy PTTK czarny: Góra → Grobia → Jezioro Jaroszewskie → Sieraków → Lesionki → Lutom → Lutomek →  (19,3 km)

### Szlaki rowerowe
- Sierakowska sieć tras rowerowych, niebieska (R-8): z Bucharzewa przez Sieraków, Górę i Ławicę do trasy wojewódzkiej „Szlaku Stu Jezior” (18 km)
- Sierakowska sieć tras rowerowych, żółta (R-8): z Tucholi, przez Lutom do Góry (21,7 km)
- „Szlak Stu Jezior” (SSJ): z Międzychodu → (...) → Prusim → Chalin → jez. Wielkie w Górze→ Sieraków → Lesionki → (...) → Szamotuły (110,8 km)

### Agroturystyka
- Gospodarstwo agroturystyczne Zagroda z wiatrakiem

### Przystań turystyczna w Górze przy Jez. Wielkim
- W 2014 r. Ochotnicza Straż Pożarna w Górze zrealizowała dużą inwestycję rekreacyjno-turystyczną dofinansowaną z Programu Operacyjnego „Zrównoważony rozwój sektora rybołówstwa i nadbrzeżnych obszarów rybackich 2007–2013”. Zadanie obejmowało wykonanie przystani turystycznej w Górze, utwardzenie terenu kostką brukową, wybudowanie boiska do siatkówki plażowej, a także wyposażenie obiektu w stojaki dla rowerów, maszt flagowy, kosz wraz ze zgniatarka, tablicę informacyjną, ławo-stół oraz infokioski i oświetlenie zasilane z ogniw fotowoltaicznych. Wykonane zadanie nosi tytuł: „Budowa przystani rowerowej z infrastrukturą towarzyszącą w Górze”. Inwestycja służy mieszkańcom Góry, a także odwiedzającym ten obszar turystom. Rowerzyści oraz piesi mogą w przystani odpocząć, poczytać o rybackich tradycjach regionu, uzyskać informację o walorach turystycznych, a nawet uwędzić rybę lub grillować.

## Demografia
Według danych Urzędu Gminy w Sierakowie, na dzień 1 października 2012 r. Górę zamieszkiwały 184 osoby. Powierzchnia sołectwa wynosi 10,94 km², co daje średnią gęstość zaludnienia rzędu 16,8 osób na km² w 2012 r.
| rok     | 1970 | 1978 | 1998 | 1999 | 2010 | 2012 |
| ------- | ---- | ---- | ---- | ---- | ---- | ---- |
| ludność | 250  | 227  | 196  | 188  | 175  | 184  |